# Sarvsjön, Västergötland
Sarvsjön är en sjö i Laxå kommun i Västergötland och ingår i Motala ströms huvudavrinningsområde.